# Darja Skrypniková
Darja Skrypnik (* 12. prosince 1987 v Brestu, Sovětský svaz) je běloruská zápasnice – judistka.

## Sportovní kariéra
S judem začínala v Brestu pod vedením Mariny Savajtanové. Připravuje se v Minsku pod vedeném Natika Bagirova. V roce 2016 se jí na poslední chvíli podařilo vybojovat kontinentální kvótu pro účast na olympijských hrách v Riu. Na olympijském turnaji však nepotvrdila překvapivé třetí místo z mistrovství světa z roku 2015 a ukončila své vystoupení v prvním kole.

### Vítězství
- 2015 – 1× světový pohár (Minsk)

## Výsledky
| Olympijské hry     |     |     |   | —  |     |   |   | — |     |     |     | úč. |  |  |  |  |  |  |  |  |  |  |  |  |  |
| Mistrovství světa  | —   |     | — |    | —   | — | — |   | úč. | úč. | 3.  |     |  |  |  |  |  |  |  |  |  |  |  |  |  |
| Evropské hry       |     |     |   |    |     |   |   |   |     |     | úč. |     |  |  |  |  |  |  |  |  |  |  |  |  |  |
| Mistrovství Evropy | —   | —   | — | —  | —   | — | — | — | úč. | úč. | úč. | úč. |  |  |  |  |  |  |  |  |  |  |  |  |  |
| ME do 23 let       | 7.  | úč. | — | 3. | úč. |   |   |   |     |     |     |     |  |  |  |  |  |  |  |  |  |  |  |  |  |
| MS juniorů         |     | úč. |   |    |     |   |   |   |     |     |     |     |  |  |  |  |  |  |  |  |  |  |  |  |  |
| ME juniorů         | úč. | 3.  |   |    |     |   |   |   |     |     |     |     |  |  |  |  |  |  |  |  |  |  |  |  |  |